# Liste der Stolpersteine in Calden
Die Liste der Stolpersteine in Calden enthält Stolpersteine, die im Rahmen des gleichnamigen Kunst-Projekts von Gunter Demnig in Calden verlegt wurden. Mit ihnen soll an die Opfer des Nationalsozialismus erinnert werden, die in Calden lebten und wirkten.

## Liste der Stolpersteine
| Bild | Inschrift, Person   | Adresse                        | Verlegedatum  | Anmerkung |
| --- | ------------------- | ------------------------------ | ------------- | --------- |
| Bild gesucht Der Benutzer GeorgDerReisende ( Diskussion ) wünscht sich an dieser Stelle ein Bild vom Ort mit diesen Koordinaten 51.40424 9.35201 . Motiv: Stolpersteine für Familie Loewenstein Falls du dabei helfen möchtest, erklärt die Anleitung , wie das geht. BW | Salomon Loewenstein | Meimbressen · Hauptstraße 19 · | 16. Juli 2019 |           |
| Bild gesucht Die Wikipedia wünscht sich an dieser Stelle ein Bild vom Ort mit diesen Koordinaten 51.40424 9.35201 . Motiv: Stolpersteine für Familie Loewenstein Falls du dabei helfen möchtest, erklärt die Anleitung , wie das geht. BW                                | Rosalie Loewenstein | Meimbressen · Hauptstraße 19 · | 16. Juli 2019 |           |